# Wandelroute GRP575

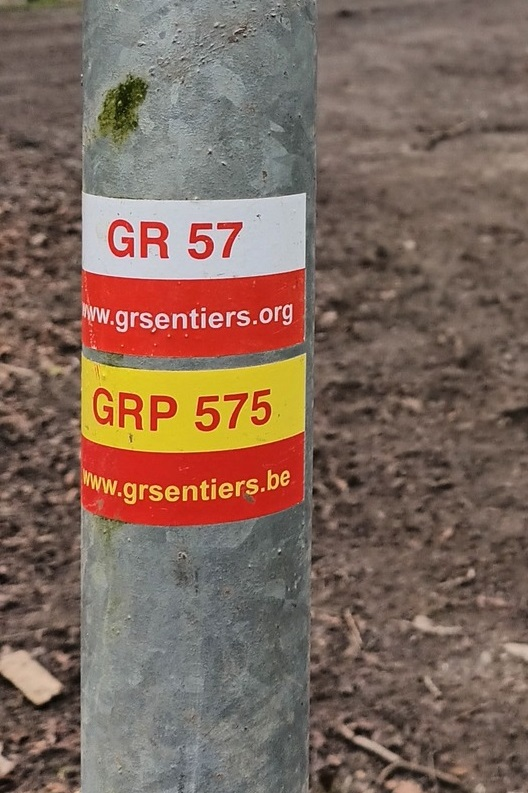
GRP575

De wandelroute GRP575, als streekpad (GRP, Streek-GR) ook wel aangeduid als Tour du Condroz, is in totaal 293 kilometer lang en loopt in lusvorm door de Condroz van Ciney tot Ciney. De route loopt langs Ciney - Andenne - Hoei - Esneux - Hamoir.